# نادي مرج الحمام
نادي مرج الحمام هو نادي كرة قدم أردني مقره في منطقة مرج الحمام في الأردن. ويتنافس حالياً في دوري الدرجة الثالثة الأردني، وهو المستوى الرابع لكرة القدم الأردنية.

## تاريخه
شارك نادي مرج الحمام في دوري الدرجة الثانية الأردني 2023 بصفته فريق صاعد حديث. شارك في كأس الأردن لكرة القدم 2023–24، حيث خرج على يد نادي الجزيرة في دور الـ32. واحتل نادي مرج الحمام المركز الأخير في الدوري، مما أدى إلى هبوطه إلى دوري الدرجة الثالثة الأردني .

## روابط خارجية
- نادي مرج الحمام - سكور واي
- نادي مرج الحمام
- مرج الحمام - مرج الحمام